# Keilbachspitze
Die Keilbachspitze (italienisch Punta di Conio) ist ein 3094 m ü. A. hoher gezackter Felsgipfel im  Zillertaler Hauptkamm und liegt an der Grenze zwischen dem österreichischen Bundesland Tirol sowie der italienischen Provinz Südtirol.

## Lage und Umgebung
Zwischen Großem Löffler (3379 m) im Westen und  Wollbachspitze (3209 m) im Osten senkt sich der Zillertaler Hauptkamm, der hier die südliche Umrahmung des Stilluptales bildet, deutlich ab. Die etwas nach Süden vorgeschobene Keilbachspitze bildet in diesem Teil des Hauptkamms den höchsten Punkt und ist der einzige eigenständige Gipfel dieses Gratabschnitts, der die 3000er-Marke überschreitet. Von Süden, am Eingang des Tauferer Ahrntals, ist die Keilbachspitze der erste Gipfel des Zillertaler Hauptkamms, den man bei Betreten des Tales zwischen St. Georgen und Gais sehen kann.
Der Gipfel entsendet drei markante Grate: den Nordwestgrat zum Frankbachjoch (2760 m), den Nordostgrat zum Keilbachjoch (2836 m) sowie den langen Südgrat, der das Frankbachtal im Westen vom Keilbachtal im Osten trennt, beides nördliche Seitentäler des Ahrntales. Im Nordwestgrat ragt in einer Entfernung von 350 Metern mit der Sonntaggabel (3052 m) ein besonders von Norden gesehen markanter, doppelgipfliger Felskopf auf. Im Nordostgrat befinden sich mit Kassler Spitze (2952 m) und Grüner Wand (2946 m) zwei weitere Gipfel, an letzterem wendet sich der Hauptkamm um 90 Grad nach Südosten und senkt sich zum Keilbachjoch ab. Der Südgrat trägt den Oberwasserer (2910 m), die Hohe Wand (2649 m), die Kopfkraxe (2376 m), den Rislahner Turm (2139 m) sowie den Kreuzkofel, der auch Rauher Kopf genannt wird (2147 m).
Zwischen den drei Graten befinden sich jeweils kleine Gletscher: im Westen der östliche Teil des Frankbachkees, im Osten das Keilbachkees sowie im Norden das Westliche Stillupkees. Drei Kilometer nördlich der Keilbachspitze liegt die Kasseler Hütte (2178 m).
Südöstlich von Keilbachspitze und Keilbachkees entspringt der Keilbach, der bei Steinhaus in die Ahr entwässert. Die Namen von Bach, Gletscher und Gipfel leiten sich von den am Eingang des Keilbachtales gelegenen Keilhöfen ab. Die Bezeichnung ‚Keil-‘ wird dabei als alter Übername für einen Holzhacker gedeutet.

## Alpinismus

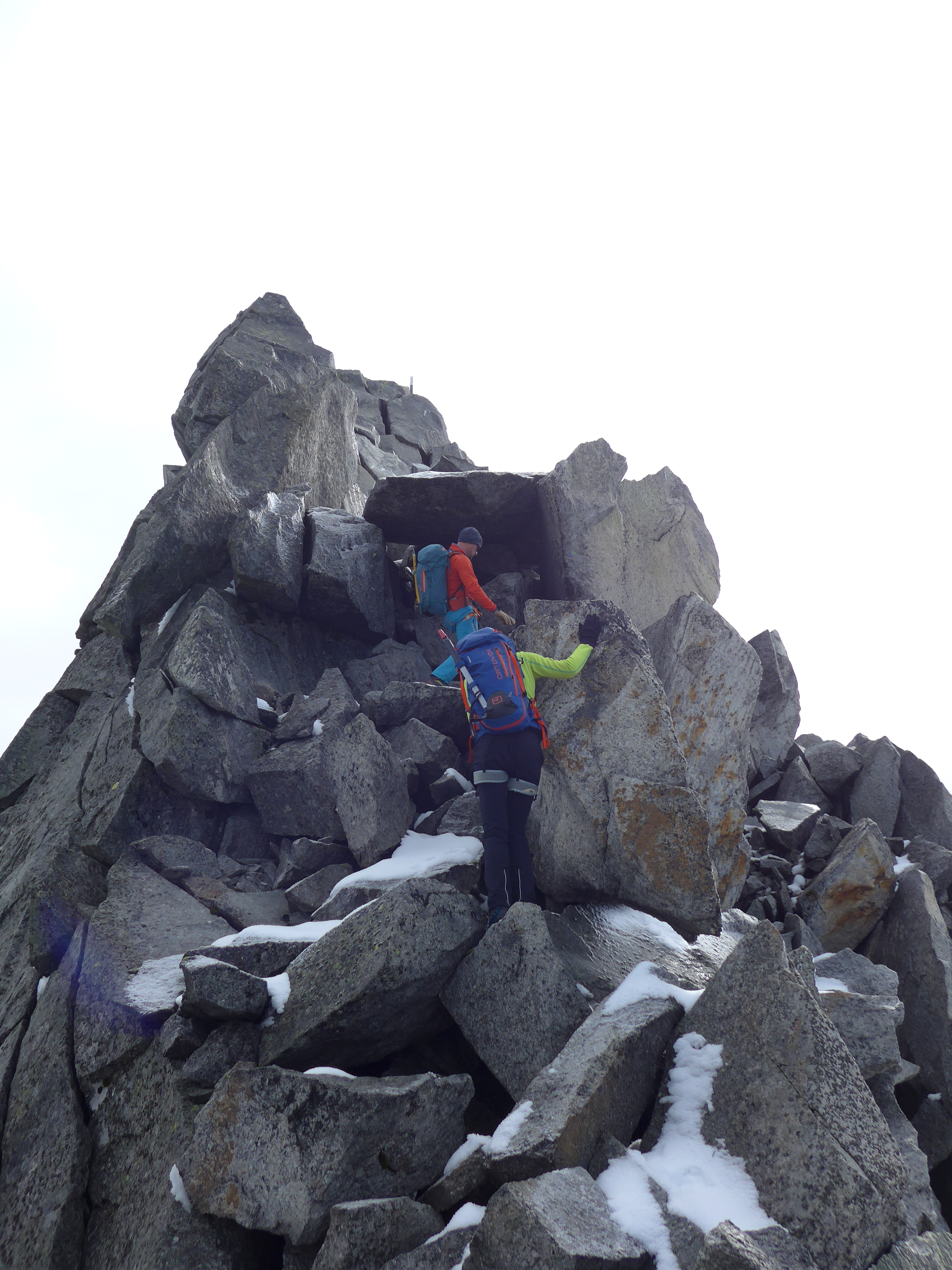
Schlussgrat von Westen

Erstmals bestiegen wurde die Keilbachspitze am 13. August 1875 durch Carl und Joseph Daimer aus Sand in Taufers, Theodor Harpprecht aus Stuttgart mit dem Führer Stefan Kirchler aus Luttach. Sie stiegen von Süden durch das Frankbachtal auf und erreichten über das damals noch wesentlich ausgedehntere Frankbachkees und Blockgelände den Gipfel.
Der heutige Normalweg führt ähnlich der Route der Erstbesteiger durch das Frankbachtal. An der Frankbachalm verlässt man den zur Vielegger Hütte führenden Fahrweg und steigt auf undeutlichem, mit Steinmännchen markierten Pfad zunächst auf der linken, westlichen Bachseite im Talboden weiter nach Norden. Auf einer Höhe von etwa 2000 Metern, wenn ein Felsriegel den Weiterweg im Talboden versperrt, steigt man in westlicher Richtung durch Weidegelände und Latschenkiefern auf, bis man die westliche Schulter des Frankbachtales erreicht. Auf dieser wendet man sich in Richtung des Frankbachjochs, das man aber nicht betritt. Alternativ kann man hierher auch auf der östlichen Talseite über teilweise steile Geröll- und Blockhänge gelangen. Etwa 150 Meter unterhalb des Frankbachjochs wendet man sich nach Osten, um eine Felsrippe am heutigen südlichen Rand des Frankbachkees zu erreichen. Über diese gelangt man von Südwesten in leichter Blockkletterei (II) zum Gipfel. Nur bei idealen Verhältnissen im Hochsommer ist keine Eisausrüstung erforderlich.
Auch im Rahmen einer Skitour kann die Keilbachspitze bestiegen werden. Die übliche Route entspricht dabei in etwa dem Normalweg im Sommer.